# Indo-1
Indo-1 é um composto orgânico indicador de cálcio popular similar ao Fura-2. Em contraste com o Fura-2, Indo-1 tem um duplo pico de emissão. 